# Podbrdský kraj
Podbrdský kraj nebo jen Podbrdsko je malý starý český kraj, jehož pojmenování se odvíjí od vrchoviny Brdy. Vznikl za vlády krále Jiřího z Poděbrad v roce 1458 rozdělením Rakovnického kraje na podíly Rakovnický a Podbrdský. Zanikl roku 1714 sloučením s Vltavskem do nového Berounského kraje.

## Historie

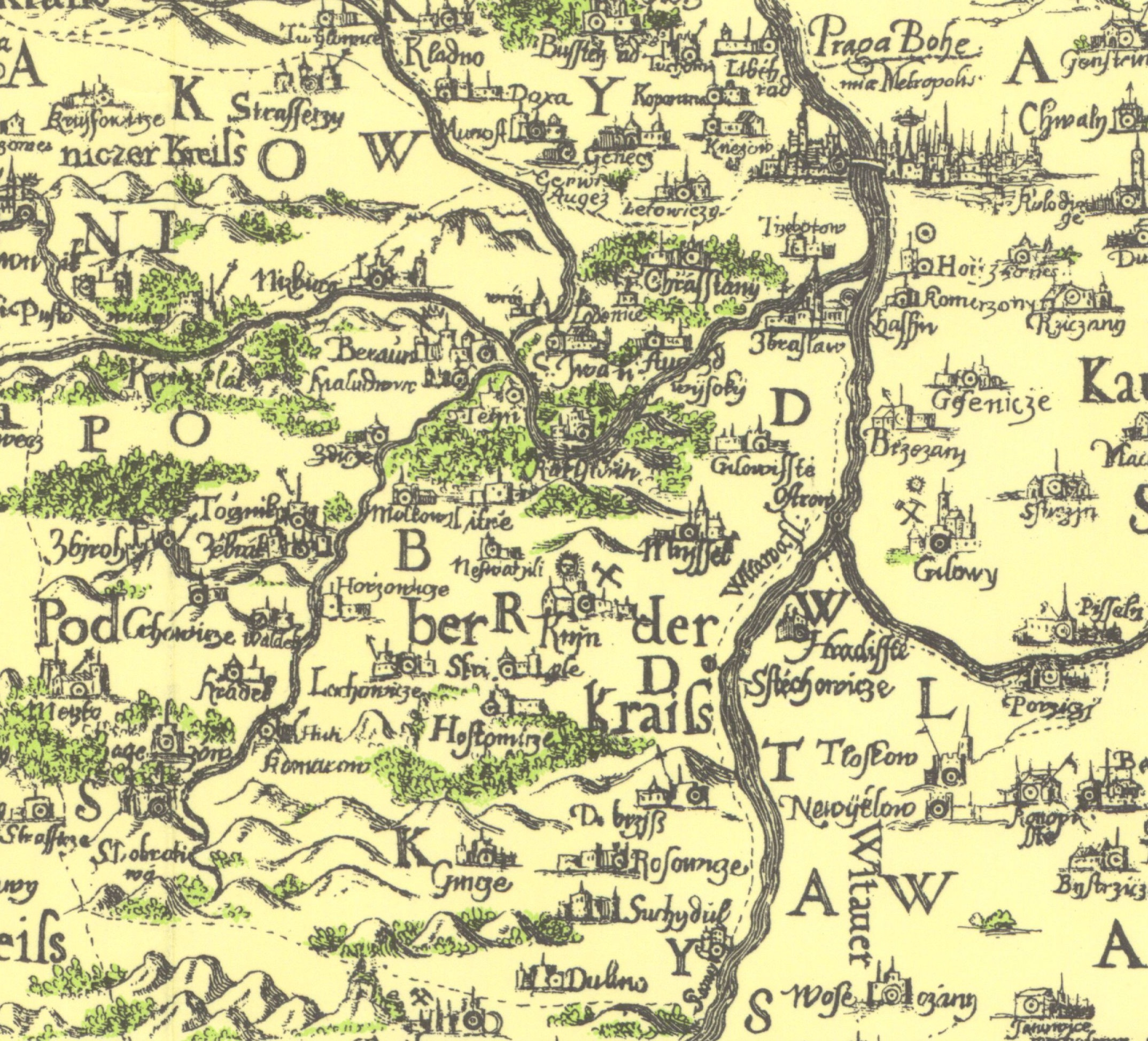
Nejstarší vyobrazení Podbrdského kraje na Aretinově mapě z roku 1619

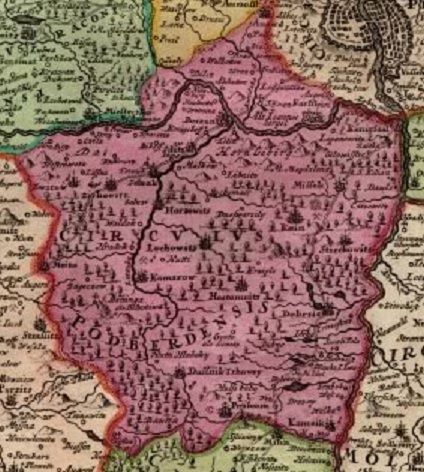
Podbrdský kraj na Vogtově mapě 1712

Podle Ottova slovníku existoval neformálně už dříve a někdy se nazýval podle místa, odkud byl spravován. Ve 12. století šlo o Tetínsko, pak jen Podbrdsko a od konce 13. století vedle toho i Berounsko, protože centrem Podbrdska se stalo královské město Beroun. Přesto během 16. století převážilo znovu označení Podbrdsko, když v 15. století bylo připojeno k Rakovnickému kraji a pak se zase kraj osamostatnil.
Reformou krajů v roce 1714 byly Pobrdský a Vltavský kraj sloučeny do nového Berounského kraje se sídlem v městě Berouně. Při solním sčítání v roce 1702 bylo zjištěno v Podbrdském kraji 23 623 křesťanů a 124 židů, dohromady tedy 23 747 obyvatel nad 10 let.

## Významní hejtmané
- okolo roku 1508 Kunata Pešík z Komárova[4][5]
- okolo roku 1532 Jan Trčka z Vitence[6]
- okolo roku 1588 Jan z Lobkovic[7]
- okolo roku 1600 David Bechyně z Lažan[8]
- okolo roku 1619 Jaroslav Ota z Losu[9]

## Sídla v kraji roku 1654
Místa v kraji Podbrdském z roku 1654, označená v berní rule tohoto kraje jako města a městečka

### Města
| Jméno města | stav                                      | obyvatel roku 1702* | počet budov roku 1830 | obyvatelstvo přítomné roku 1830 | obyvatelstvo domácí roku 1830 |
| ----------- | ----------------------------------------- | ------------------- | --------------------- | ------------------------------- | ----------------------------- |
| Beroun      | královské krajské město                   | 395 (roku 1651)     | 286                   | 2169                            | 2174                          |
| Příbram     | horní město                               | 389 (roku 1651)     | 381                   | 3908                            | 3809                          |
| Hořovice    | poddanské, panské město, panství Hořovice | 338                 | 326                   | 2265                            | 2323                          |
| Žebrák      | poddanské, komorní město, panství Točník  | 332                 | 159                   | 1267                            | 1352                          |
| Nový Knín   | horní město                               | 140                 | 179                   | 966                             | 1054                          |

(* Roku 1702 jsou obyvatelé nad 10 let.)

### Městečka
| Jméno městečka | stav                                                   | počet budov v roce 1830 | obyvatelstvo přítomné roku 1830 | obyvatelstvo domácí roku 1830 |
| -------------- | ------------------------------------------------------ | ----------------------- | ------------------------------- | ----------------------------- |
| Hostomice      | poddanské, panské městečko, panství Karlštejn          | 259                     | 1684                            | 1695                          |
| Dobříš         | poddanské, panské městečko, panství Dobříš             | 248                     | 1727                            | 1762                          |
| Lochovice      | poddanské, panské městečko, panství Lochovice          | 214                     | 1234                            | 1276                          |
| Mýto           | poddanské, komorní městečko, panství Zbiroh            | 187                     | 1195                            | 1234                          |
| Zbiroh         | poddanské, komorní městečko, panství Zbiroh            | 158                     | 1169                            | 1280                          |
| Zbraslav       | poddanské, duchovní městečko, panství Zbraslav a Slapy | 123                     | 1000                            | 933                           |
| Mníšek         | poddanské, panské městečko, panství Mníšek             | 173                     | 981                             | 1016                          |
| Cerhovice      | poddanské, komorní městečko, panství Točník            | 152                     | 911                             | 963                           |
| Milín          | poddanské, panské městečko, panství Karlštejn          | 83                      | 562                             | 579                           |
| Štěchovice     | poddanské, duchovní městečko, panství Štěchovice       | 75                      | 543                             | 549                           |
| Davle          | poddanské, duchovní městečko, panství Davle            | 67                      | 435                             | 417                           |
| Řevnice        | poddanské, duchovní městečko, panství Zbraslav a Slapy | 64                      | 394                             | 377                           |
| Budňany        | poddanské, panské městečko, panství Karlštejn          | 64                      | 358                             | 397                           |
| Zdice          | poddanské, komorní městečko, panství Točník            |                         |                                 |                               |